# ویرچوال باکس
ماشین مجازی اوراکل ویرچوال‌باکس (به انگلیسی: Oracle VM VirtualBox) یک بستهٔ نرم‌افزاری آزاد و متن‌باز است که مجازی‌سازی را برای کامپیوترهای ایکس ۸۶ و AMD64/Intel64 انجام می‌دهد. نسخه‌های اولیه آن توسط شرکت آلمانی اینوتک طراحی شد. پس از خریداری‌شدن اینوتک توسط سان مایکروسیستمز، اداره این نرم‌افزار بر عهده سان افتاد. در حال حاضر این نرم‌افزار توسط اوراکل به عنوان بخشی از خانوادهٔ محصولات مجازی‌سازی توسعه می‌یابد. این محصول بر روی یک سیستم‌عامل میزبان موجود نصب می‌شود، در خود برنامه امکان داشتن تعدادی سیستم‌عامل مجازی معروف به سیستم‌عامل میهمان وجود دارد. هر یک از سیستم‌عامل‌های میهمان دارای محیط مجازی مربوط به خود هستند.
سیستم‌عامل‌های میزبان شامل گنو/لینوکس، مک‌اواس ایکس، ویندوز اکس‌پی، ویندوز ویستا، ویندوز ۷، ویندوز ۸، سولاریس و اپن‌سولاریس هستند. یک نسخهٔ پورت شده برای فری بی‌اس‌دی هم با امکانات محدود در دسترس است. سیستم عامل‌های مهمان پشتیبانی شده شامل تعداد کمی از نسخه‌های نت‌بی‌اس‌دی و نسخه‌های مختلف ویندوز، لینوکس، دراگون‌فلی بی‌اس‌دی، فری‌بی‌اس‌دی، اپن‌بی‌اس‌دی، اواس/۲، سولاریس، اپن‌سولاریس، هایکو، سیلابل، ری‌اکت‌اواس و اسکای‌اواس و غیره هستند. از زمان انتشار نسخه ۳٫۲٫۰، ویرچوال‌باکس اجازه مجازی‌سازی محدود مک اواس ایکس بر روی سخت‌افزارهای اپل را می‌دهد. سیستم عامل مک ایکس را نمی‌توان روی سخت‌افزارهای دیگر به صورت قانونی اجرا کرد. دلیل آن وجود سیستم مدریت و کنترل در همهٔ ماشین‌های اپل می‌باشد که اجرای مک‌اواس ایکس را روی سخت‌افزارهای اپل بررسی می‌کند.
بر اساس یک نظرسنجی در سال ۲۰۱۰ لایف‌هکر و لینوکس‌ژورنال ویرچوال‌باکس یکی از محبوب‌ترین نرم‌افزارهای مجازی‌سازی با بیش از ۵۰ درصد آرا بود.

## تاریخچه
این نرم‌افزار در ابتدا با اجازه‌نامه نرم‌افزار اختصاصی منتشر شد. یک از نسخه از این محصول برای استفادهٔ شخصی و بدون هزینه برای دریافت قرار داشت. اجازه‌نامه این محصول اجازه‌نامه آزمایش ویرچوال‌باکس بود. در ژانویه ۲۰۰۷ نسخه متن‌باز ویرچوال‌باکس با اجازه‌نامه جی‌پی‌ال ۲ گنو منتشر شد.
توسعه‌دهنده اولیه،اینوتک، به پروژه‌های مجازی سازی روی سیستم‌های اواس/۲ و لینوکس و توسعه‌های اواس/۲ که توسط کانکتیکیس -بعدها توسط مایکروسافت خریداری شد- بسیار کمک کرده بود. همین کدهای اضافی باعث شد که مجازی‌سازی محصولات مایکروسافت روی لینوکس بسیار روان شوند. همچنین کدهای اینوتک در دومحصول مجازی‌سازی مایکروسافت ویرچوال‌پی‌سی و ویرچوال‌سرور به کار رفته‌اند.
در فوریه ۲۰۰۸ سان مایرکوسیستمز، اینوتک را تصاحب کرد.
در ژانویه ۲۰۱۰، اوراکل سان را تصاحب کرد، در این زمان نام تجاری ویرچوال‌باکس به اوراکل وی‌ام ویرچوال‌باکس تغییر یافت.

## اجازه‌نامه
دو نسخه متفاوت از نرم‌افزار ویرچوال‌باکس وجود دارد.
بستهٔ کامل ویرچوال‌باکس با یک اجازه‌نامه اختصاصی برای استفادهٔ شخصی و آزمایشی، امکان استفاده رایگان برای شخص یا آموزش را فراهم می‌کند. اجازه‌نامه‌ها برای استفادهٔ تجاری از این محصول را می‌توان از اوراکل خریداری کرد، با وجود اینکه امکان استفاده شخصی از این محصول در یک شرکت نیز وحود دارد.
نسخه دوم،نسخه متن‌باز ویرچوال‌باکس (اواس‌ای)، یک نرم‌افزار آزاد می‌باشد که تحت اجازه‌نامه گنو جی‌پی‌ال منتشر می‌شود. در این نسخه امکانات اختصاصی زیر حذف شده‌اند:
- سرور پروتوکل ریموت دسکتاپ پیش ساخته (آٰردی‌پی)[واژه‌نامه ۴]
- پشتیبانی از یواس‌بی و ترکیب آن برای داشتن نسخه‌های از راه دور (ریموت یواس‌بی)[واژه‌نامه ۵]

## محیط شبیه‌سازی شده
چندین سیستم عامل میهمان را می‌توان بارگذاری کرد. هر کدام را می‌توان به صورت جدا شروع، متوقف یا از کار انداخت. سیستم‌عامل‌های میهمان و میزبان می‌توانند از طریق حافظه موقت ذخیره متنی (کلیپ بورد) یا شبکه با یکدیگر تعامل کنند. درحالی که سیستم‌عامل‌های میهمان نیز در صورتی که همزمان اجرا شوند این امکان را دارا می‌باشد.
ویرچوال‌باکس تلاش می‌کند که تا حد ممکن کدهای سیستم‌عامل میهمان را به صورت بومی اجرا کند (یعنی به صورت مستقیم روی پردازندهٔ میزبان). این کار به خوبی برای کاربر حالت کد در حال اجرا در مهمان را از ۳ حلقه حلقه معماری اینتل. با این حال، مهمان حلقه - ۰ کد، معمولاً دارای دسترسی‌های زیادی است که باید از او گرفته شود. ویرچوال‌باکس روش جالبی برای حذف این مشکلات دارد: او سیستم‌عامل میهمان را وادار می‌کند که کدهای خود را در حلقهٔ ۱ به جای ۰ اجرا کند که در ساختار پردازندهٔ اینتل استفاده نمی‌شود.
اگر مشکلی پیش بیاید ویرچوال‌باکس یک مفسر دینامبک داخلی دارد، مانند دیگر ابزارهای دیگر مجازی‌سازی. مفسر ویرچوال‌باکس بر اساس نرم‌افزار رایگان و متن‌باز کمو می‌باشد، با این وجود ویرچوال‌باکس به صورت خودکار تغییراتی در کد سیستم‌عامل میمان ایجاد می‌کند تا به میزانی از تفسیر و ایجاد کدهای دوباره بکاهد. در نتیجه کدهای حلقه ۱ و حلقه ۳ میهمان، به صورت بومی اجرا شده و با ترکیب کامپایل مجدد و افزودن کد به سیستم می‌تواند ویرچوال‌باکس به کارایی قابل رقابت با دیگر ماشین مجازی دیگر دست یابد. در بعضی مواقع کارایی این نرم‌افزار حتی بالاتر است.

### شبیه‌ساز سخت‌افزار
ویرچوال‌باکس هر دو نوع مجازی‌سازی سخت‌افزاری وی‌تی-ایکس اینتل و ای‌ام‌دی-وی ای‌ام‌دی را پشتیبانی می‌کند.
دیسک‌های سخت از چهار نوع بازسازی می‌شوند: نگاهدارنده دادهٔ مخصوص به ویرچوال‌باکس (ویرچوال دیسک ایمج) (وی‌دی‌آی) که با پسوند وی‌دی‌آی بر روی سیستم‌عامل میهمان ذخیره می‌شود. فرمت دیسک مجازی وی‌ام‌ویر (وی‌ام‌دی‌کی) و فرمت ماشین مجازی مایکروسافت (وی‌اچ‌دی) و تصاویر پاراللز. این بدان معنی است که ماشین‌مجازی ویرچوال‌باکس می‌تواند، از دیسک‌های وی‌ام‌ویر و ویرچوال پی‌سی مایکروسافت استفاده کند. ویرچوال‌باکس می‌تواند در عین حال به اهداف آی‌اسکازی، پارتیشن‌های خام روی دیسک سخت رایانهٔ میزبان، یا انواع دیگر دیسک سخت مجازی متصل شود. ویرچوال‌باکس می‌تواند آی‌دی‌ای، اسکازی، ساتا و اس‌آاس را به عنوان سخت‌افزار دیسک سخت، شبیه‌سازی کند.
تصویرهای ایزو و دیسک‌گردان خود سیستم میزبان نیز می‌توانند به عنوان سی‌دیرام متصل شوند. به عنوان مثال، تصویرهای دی‌وی‌دی لینوکس را می‌توان دریافت و به صورت مستقیم در ویرچوال‌باکس استفاده کرد.
به‌طور پیش‌فرض پردازش گرافیکی، با کمک کارت‌گرافیکی مجازی که با وسا کار می‌کند، انجام می‌شود. با نصب افزونهٔ مهمان در سیستم عامل مهمان ویندوز، لینوکس و اپن‌سولاریس می‌توان قدرت پردازش گرافیکی را در این سیستم‌عامل‌ها افزایش داد.
برای آداپتور شبکه، ویرچوال‌باکس کارت‌های شبکه ای‌ام‌دی پی‌سی‌نت پی‌سی‌آی ۲ و ای‌ام‌دی پی‌سی‌نت فست ۳، اینتل پرو ۱۰۰۰ ام‌تی، اینتل پرو ۱۰۰۰ ام‌تی سرور و اینتل پرو ۱۰۰۰ تی سرور را مجازی‌سازی می‌کند. این طیف گسترده از کارت‌ها باعث می‌شود که اکثر سیستم‌عامل‌ها بدون نیاز به نصب راه‌انداز با این کارت‌ها کار کنند. به‌طور پیش‌فرض، ویرچوال‌باکس یک شبکه نات ایجاد می‌کند که نرم‌افزارهای شبکه مانند فایرفاکس یا اس‌اس‌اچ کارکنند. گزینه‌های دیگر نیز وجود دارد مانند شبکه بریجد روی کارت نیک میزبان یا شبکه‌های مجازی میان سیستم‌های میهمان. هشت آداپتور شبکه می‌توانند به صورت هم‌زمان متصل شوند، اما چهارتا از آن‌ها را می‌توان از طریق رابط گرافیکی تنظیم کرد.
برای کارت صدا، ویرچوال باکس از سیستم صوتی اینتل آی‌سی‌اچ ای‌سی ۹۷ یا سواندبلاستر ۱۶ یا اینتل اچ‌دی آدیو استفاده می‌کند.
در نسخه اختصاصی، یک کنترل کنندهٔ یواس‌بی (هر دو نوع یواس‌بی ۱ و ۲) را به طوری که دستگاه‌های یواس‌بی متصل به میزبان در سیستم میهمان نیز دیده‌شوند پشتیبانی می‌کند. اگر ویرچوال باکس به عنوان یک سرویس‌دهندهٔ آردی‌پی استفاده شود. می‌تواند از طریق آردی‌پی از راه دور دستگاه‌های روی سیستم میزبان را به اشتراک بگذارد.

## امکانات

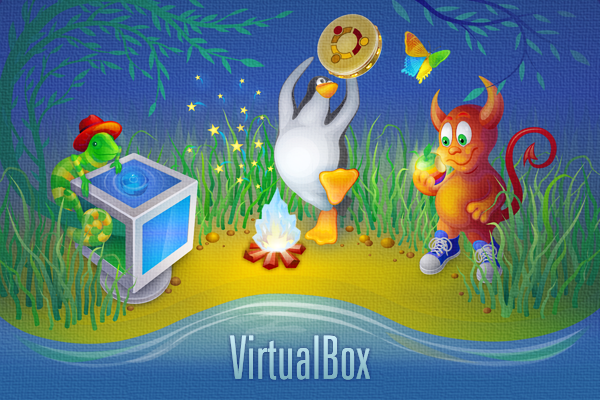
دربارهٔ ویرچوال‌باکس

- ۶۴ بیتی مهمان (میزبان ۶۴ بیتی با پردازنده‌های پشتیبانی شده)
- پشتیبانی از ان‌سی‌کیو برای ساتا، اسکازی و اس‌آاس
- اسناپ‌شات[واژه‌نامه ۲۶]
- حالت بسته[واژه‌نامه ۲۷]
- کلیپ‌برد[واژه‌نامه ۲۸]
- پوشه‌های اشتراکی
- راه‌اندازهای مخصوص برای تغییر میان سیستم‌ها
- تعامل خط فرمان (علاوه بر رابط کاربری گرافیکی)
- ای‌پی‌آی عمومی (جاوا، پایتون، سواپ، ایکس‌پی‌کام) برای کنترل تنظیمات ماشین‌مجازی و اجراها[۲۳]
- صفحه بندی تو در تو برای پردازنده اینتل نیلهام و پردازنده‌های با این توانایی آی‌ام‌دی
- دسترسی به پارتیشن‌های خام دیسک سخت رایانه میزبان روی سیستم‌عامل میهمان
- پشتیبانی از وی‌ام‌دی‌کی، توانایی تعویض دیسک سخت مجازی با وی‌ام‌ویر
- پشتیبانی از وی‌اچ‌دی مایکروسافت
- شتابدهنده ۳ دی با پشتیبانی از اپن‌جی‌ال و دیراکت ۳ دی
- پشتیبانی از اس‌ام‌پی[واژه‌نامه ۲۹] (تا ۳۲ سی‌پی‌یو مجازی)، از نسخه ۳٫۰
- تلپورت (با نام مستعار مهاجرت زنده[واژه‌نامه ۳۰])، پس از نسخهٔ ۳٫۱
- شتابدهنده پردازش ۲ دی از نسخه ۳٫۱

از نسخه ۳٫۲:
- سیستم‌عامل مک‌اواس به عنوان میهمان فقط بر روی مک و به صورت آزمایشی
- افزایش ظرفیت خافظه
- دوبرابر سازی رم در ویندوزهای ۶۴ بیت میهمان
- اضافه و کم کردن زندهٔ پردازنده در نسخه لینوکس و بعضی ویندوزها (فقط اضافه کردن)
- حذف فوری ماشین مجازی حتی هنگام کار کردن آن
- پشتیبانی از چند نمایشگر برای ویندوز میهمان
- منطق ال‌اس‌آی[واژه‌نامه ۳۱] برای مجازی‌ساز اس‌آاس[واژه‌نامه ۱۶]
- پروتکل میزکار از راه دور
- اجرای و کنترل برنامه‌های کاربردی مهمان از سیستم میزبان

از نسخه ۴٫۰:
- نسخه‌ها به‌طور کامل جداسازی شدند. در واقع یک نسخه اصلی با اجازه‌نامه جی‌پی‌ال منتشر شد و یک بسته افزونه با منبع بسته که امکان یواس‌بی را اضافه می‌کند.
- راه‌اندازها و راهنما همگی متن‌باز شدند.
- شبیه‌سازی کارت صدای اینتل اج‌دی آدیو[واژه‌نامه ۲۵]
- شبیه‌سازی پردازندهٔ آی‌سی‌اچ۹ اینتل
- شمای جدید برای ذخیره‌سازی داده‌های ویرچوال‌باکس
- تغییر در ظاهر برنامه
- بر روی سیستم‌های ۳۲ بیت رم سیستم‌عامل میهمان را می‌توان تا ۱٫۵ گیگابایت افزایش داد.
- تغییر اندازهٔ وی‌دی‌آی[واژه‌نامه ۱۱] ها و وی‌اچ‌دی[واژه‌نامه ۱۳] ها

### امکانات خاص بسته افزونه‌ها
- میزکار از راه دور که از سیستم‌های مایکروسافت و سیتریکس استفاده می‌کند.
- پشتیبانی از یواس‌بی
- پشتیبانی از پی‌ایکس‌ای برای کارت‌های اینتل[واژه‌نامه ۳۲]

## ویرچوال‌باکس و وی‌دی‌آی
زیرساخت‌های مجازی میزکار (وی‌دی‌آی) یک سیستم پردازش سرویس دهنده است که مجازی‌سازی را ممکن می‌سازد، درحالی که نصویر میزکار مجازی یک نگه‌دارنده داده (دیسک) ویرچوال‌باکس است.

### زیرساخت مجازی میزکار
این سیستم یک نوع خاص از ویرچوال‌باکس می‌باشد که توسط اوراکل و برای ایجاد سیستم‌های مجازی برای سرویس‌دهنده‌ها به وجود آمده است.

### تصویر میزکار مجازی
تصویر میزکار مجازی فرمتی است که در آن اطلاعات یک ماشین‌مجازی به صورت پیش‌فرض ذخیره می‌شوند.
ویچوال باکس از نسخه ۲٫۲٫۰ (آوریل ۲۰۰۹) از فرمت مجازی‌سازی آزاد (اووی‌اف) پشتیبانی می‌کتد.

## Virtual PC 2007
با استفاده از نرم‌افزار Virtual PC 2007 که توسط مایکروسافت ارائه شده‌است می‌توان همزمان چندین سیستم عامل مجازی را بدون نیاز به پارتیشن‌بندی در یک سیستم عامل نصب کرد و کار کردن با آن بسیار آسان است و با همه ویندوزها هم سازگاری کامل دارد.

## پیوندهای دیگر
- وبگاه رسمی
- Sub-site at Oracle
- (وی ام ویر) VMware
- فراورده‌های شرکت وی ام ویر

## واژه‌نامه
1. ↑  NetBSD
2. ↑  LifeHacker.com
3. ↑  LinuxJournal.com
4. 1 2  RDP
5. ↑  Remote USB
6. ↑  compiler
7. ↑  QEMU
8. ↑  Recompile
9. ↑  VT-x
10. ↑  AMD-V
11. 1 2 3  Virtual Disk Image (VDI)
12. ↑  VMware Virtual Machine Disk Format (VMDK)
13. 1 2  Microsoft Virtual PC (VHD)
14. ↑  IDE
15. ↑  SCSI
16. 1 2  Serial Attached SCSI (SAS)
17. ↑  ISO
18. ↑  VESA
19. ↑  AMD PCnet PCI II (Am79C970A)
20. ↑  AMD PCnet-Fast III (Am79C973)
21. ↑  Intel Pro/1000 MT Desktop (82540EM)
22. ↑  Intel Pro/1000 MT Server (82545EM)
23. ↑  Intel Pro/1000 T Server (82543GC)
24. ↑  Intel ICH AC'97
25. 1 2  Intel HD Audio
26. ↑  Snapshot
27. ↑  Seamless
28. ↑  Clipboard
29. ↑  SMP
30. ↑  Live Migration
31. ↑  LSI
32. ↑  PXE